# 維雷勒湖
50°04′20″N 04°20′35″E / 50.07222°N 4.34306°E
維雷勒湖是比利時的人工湖泊，位於瓦隆大區，始建於1580年，長2.3公里、寬1公里，面積1.25平方公里，海拔高度204米，是多種鳥類的棲息地。

## 外部連結
- Aquascope of Virelles （页面存档备份，存于）